# Marian Król (komunista)
Marian Król pseud. Jerzy (ur. 6 marca 1912 w Łodzi, zm. 7 marca 1983 tamże) – działacz komunistyczny i związkowy, przewodniczący Zarządu Głównego Związku Zawodowego Pracowników Budowlanych (1953–1955).
Po ukończeniu 6 klas szkoły podstawowej został robotnikiem w łódzkiej hucie szkła, a w 1929 w przędzalni bawełny. Od 1929 działacz KPP, członek komórki bezrobotnych dzielnicy Górna-Lewa i Komitetu Dzielnicowego (KD) KPP. 1931 zwolniony z pracy, od 1932 pracował w manufakturze bawełnianej i działał w Związku Zawodowym Robotników i Robotnic Przemysłu Włókienniczego w Polsce, w 1932 był współorganizatorem strajku w fabryce. Odbył służbę wojskową w 44 Pułku Strzelców Kresowych w Równem, po czym został sekretarzem KD KPP dzielnicy Górna-Lewa. Brał udział w jednolitofrontowych wystąpieniach robotniczych PPS i KPP. 1935–1937 członek Centralnego Związku Robotników Przemysłu Budowlanego, Drzewnego, Ceramicznego i Pokrewnych Zawodów w Polsce i brukarz-betoniarz w miejskiej kanalizacji. W 1937 zwolniony z pracy. IX 1939 zmobilizowany, pod koniec września internowany przez Armię Czerwoną k. Brześcia, później przekazany Niemcom, więziony w stalagu, potem był na przymusowych robotach w Saksonii, V 1945 wrócił do kraju i podjął działalność w PPR. II, a X 1946 - XII 1948 I sekretarz KD PPR Górna-Lewa w Łodzi, od 20 IV 1947 w Komitecie Łódzkim (KŁ) PPR. Delegat z Łodzi na Kongres Zjednoczeniowy PPR i PPS - I Zjazd PZPR. Od IV 1949 pracownik Wydziału Organizacyjnego KŁ PZPR, od XII 1949 sekretarz Zarządu Okręgowego (ZO) Związku Zawodowego Robotników Budowlanych, od IV 1951 naczelny dyrektor Zjednoczenia Budownictwa Miast i Osiedli w Łodzi. 14 VI 1953 - 10 VII 1955 przewodniczący ZG Związku Zawodowego Pracowników Budowlanych. W 1954 był delegatem na II Zjazd PZPR. 1955–1957 dyrektor Zjednoczenia Budownictwa Miejskiego nr 2 w Łodzi. Od 1960 prezes Spółdzielni Remontowo-Budowlanej "Granit" w Łodzi, 1964–1967 kierownik Spółdzielni Pracy w Łodzi. Od 1967 na rencie dla zasłużonych. Brał udział w pracach komisji ds. działaczy KD PZPR Łódź Górna. Był odznaczony m.in. Orderem Sztandaru Pracy II klasy. Pochowany na cmentarzu Doły w Łodzi.